# 賈宗錫
賈宗錫（1446年—？），字原善，直隸蘇州府常熟縣人，匠籍，明朝政治人物。

## 生平
成化十年（1474年）甲午科應天府鄉試第五十八名舉人。成化十七年（1481年）中式辛丑科會試第四十名，三甲第一百二十一名進士。授知縣，行取都察院理刑，弘治三年（1490年）二月实授湖广道御史。

## 家族
曾祖賈壽四；祖父賈孟德；父賈廷玉，母賈氏。慈侍下。弟宗嗣、宗禮。